# Ȼ

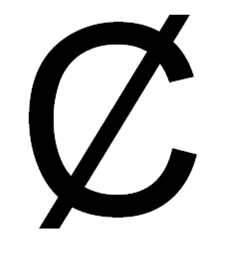
یکی از حروف الفبای لاتین

Ȼ ، ȼ یا C ِ سرکش‌دار یکی از حروف الفبای لاتین است. 
در برخی از سامانه‌های آوانگاری از ȼ برای نشان دادن آوای [ts] استفاده می‌شود. در زبان سانیچ Ȼ نمایندهٔ آوای [kʷ] است.